# Chwalęcin (województwo warmińsko-mazurskie)
Chwalęcin – wieś w Polsce położona w województwie warmińsko-mazurskim, w powiecie lidzbarskim, w gminie Orneta.
W latach 1954–1959 wieś należała i była siedzibą władz gromady Chwalęcin, po jej zniesieniu w gromadzie Bażyny. 
W latach 1975–1998 miejscowość administracyjnie należała do województwa elbląskiego. Wieś znajduje się w historycznym regionie Warmia.

## Historia i zabytki
Wieś lokowana w 1349 przez kapitułę warmińską z przeniesienia wsi pruskiej zamieszkanej przez ludność niewolną na prawo chełmińskie. Chwalęcin to jedno z ośmiu miejsc pielgrzymkowych znanych na Warmii. We wsi znajduje się późnobarokowy kościół z klasycystyczną fasadą pw. Podwyższenia Krzyża Świętego. Powstał na miejscu wcześniej wybudowanych kaplic: w 1570 i 1675/1676, w których przechowywano słynący łaskami "czarny krucyfiks", znaleziony w lesie nad Wałszą. Podczas epidemii dżumy w 1709 kapituła warmińska ślubowała wybudować w tym miejscu kościół. Ślubowanie to miało wyjednać zmiłowanie Boże i zaradzić epidemii. Budowa kościoła rozpoczęła się około 1720, a zakończyła się w 1728. Niewielka trójnawowa świątynia jest zwieńczona ośmioboczną wieżyczką z baniastym hełmem, nad fasadą ozdobioną pilastrami znajduje się dodana w 1858 attyka. Projekt kościoła i dodana w XIX w. brama nawiązują do sanktuarium w Świętej Lipce. Neoklasycystyczna fasada pochodzi z 1830. We wnętrzu świątyni pozorne sklepienie krzyżowe z lunetami pokryte jest późnobarokową polichromią z 14 scenami Legendy Krzyża Świętego, ponadto bogaty późnobarokowy wystrój o wysokiej wartości artystycznej. Uznawany za cudowny gotycki "Czarny krucyfiks" znajduje się w ołtarzu głównym i pochodzi z ok. 1400, pod ścianą chorągiew procesyjna z ok. 1720. Świątynię otacza dziedziniec odpustowy zamknięty murem z narożnymi kaplicami wybudowanymi w latach 1820–1836.

## Kościół Podwyższenia Krzyża Świętego w Chwalęcinie

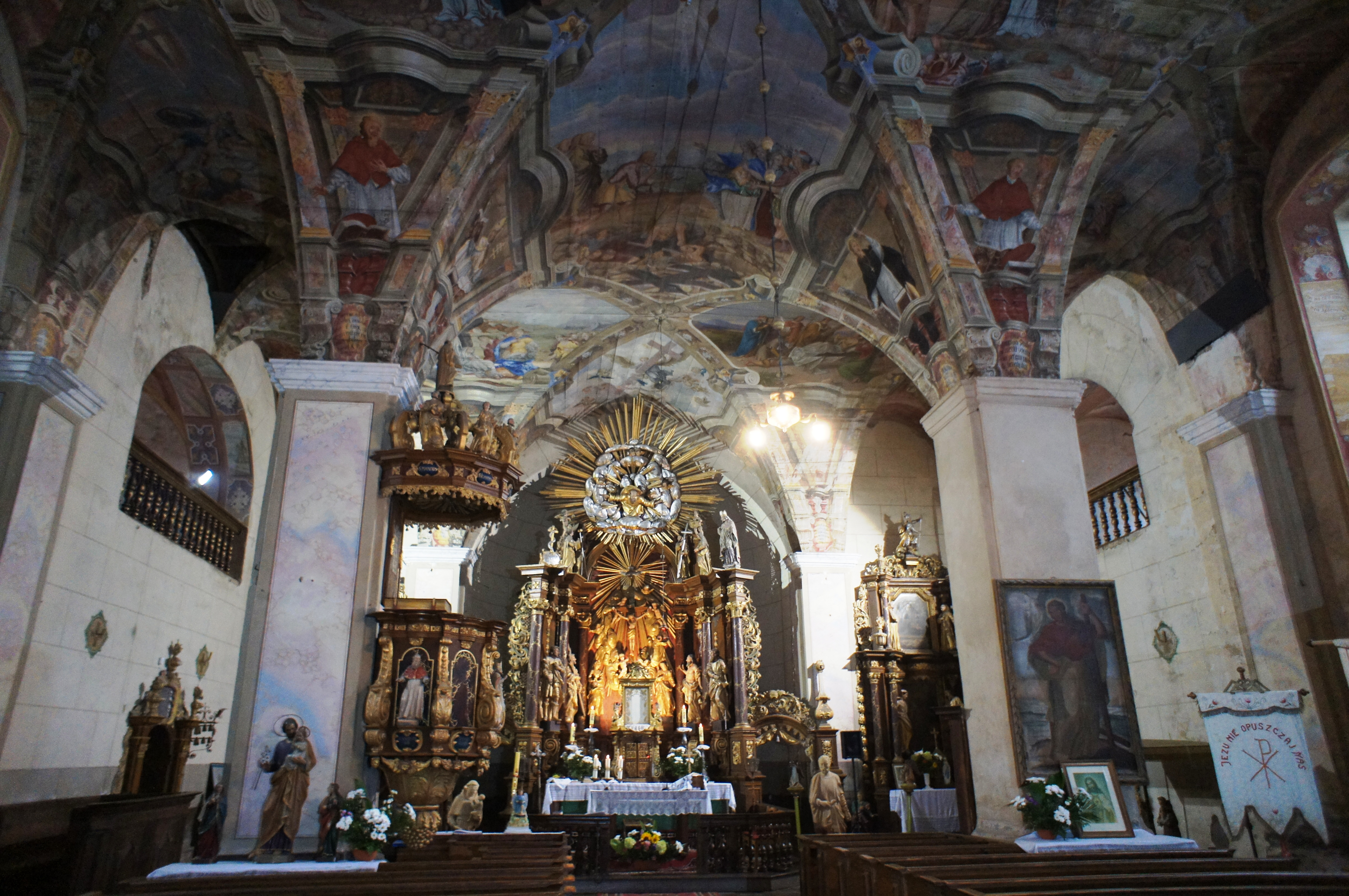
Nawa główna
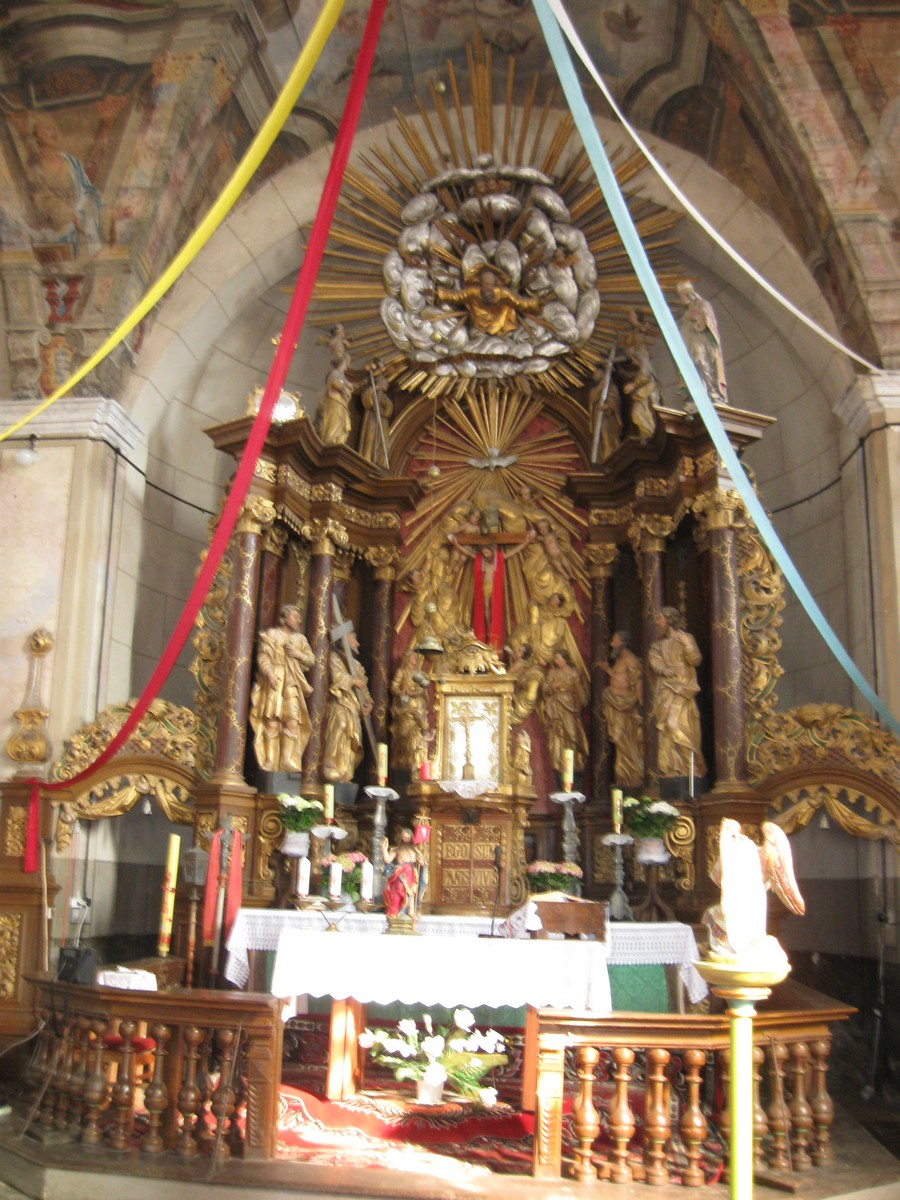
Ołtarz główny
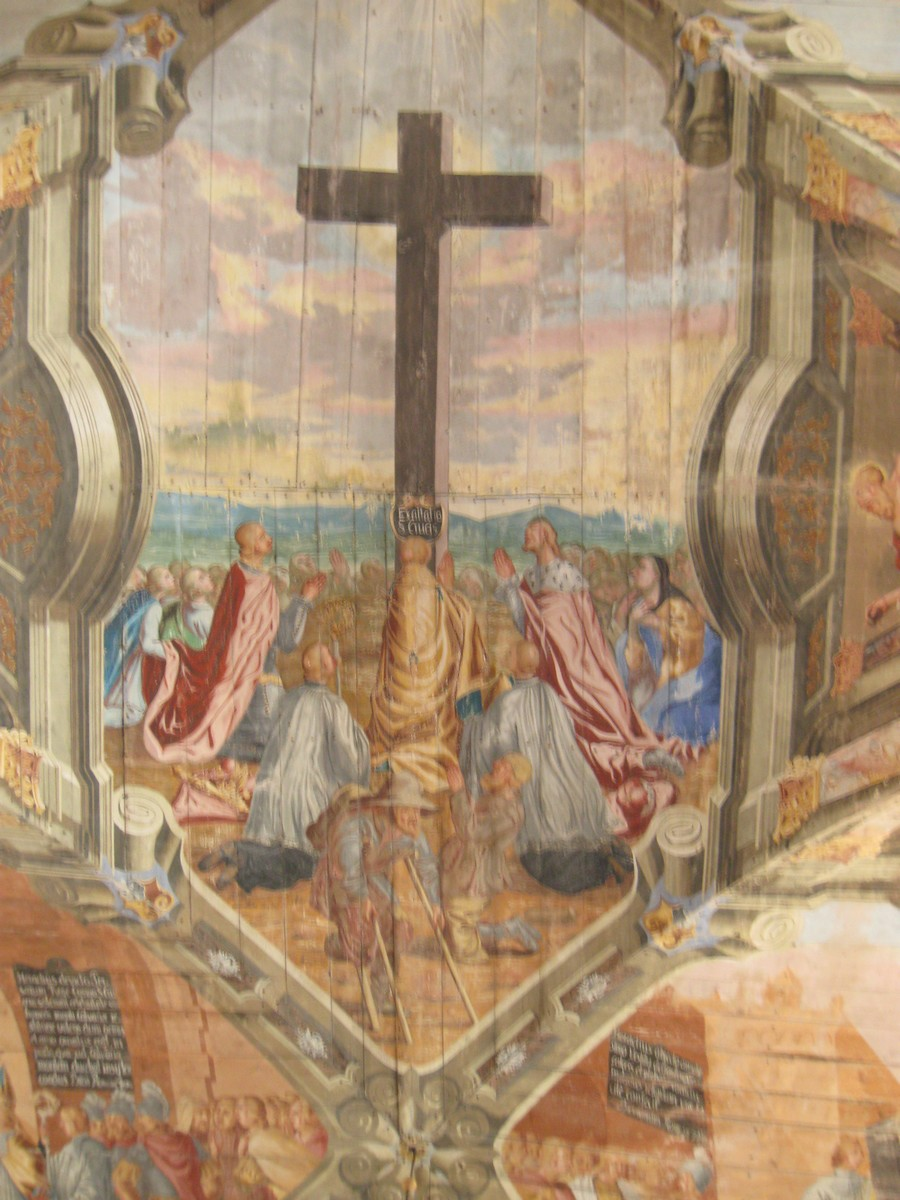
Czarny krucyfiks na polichromii
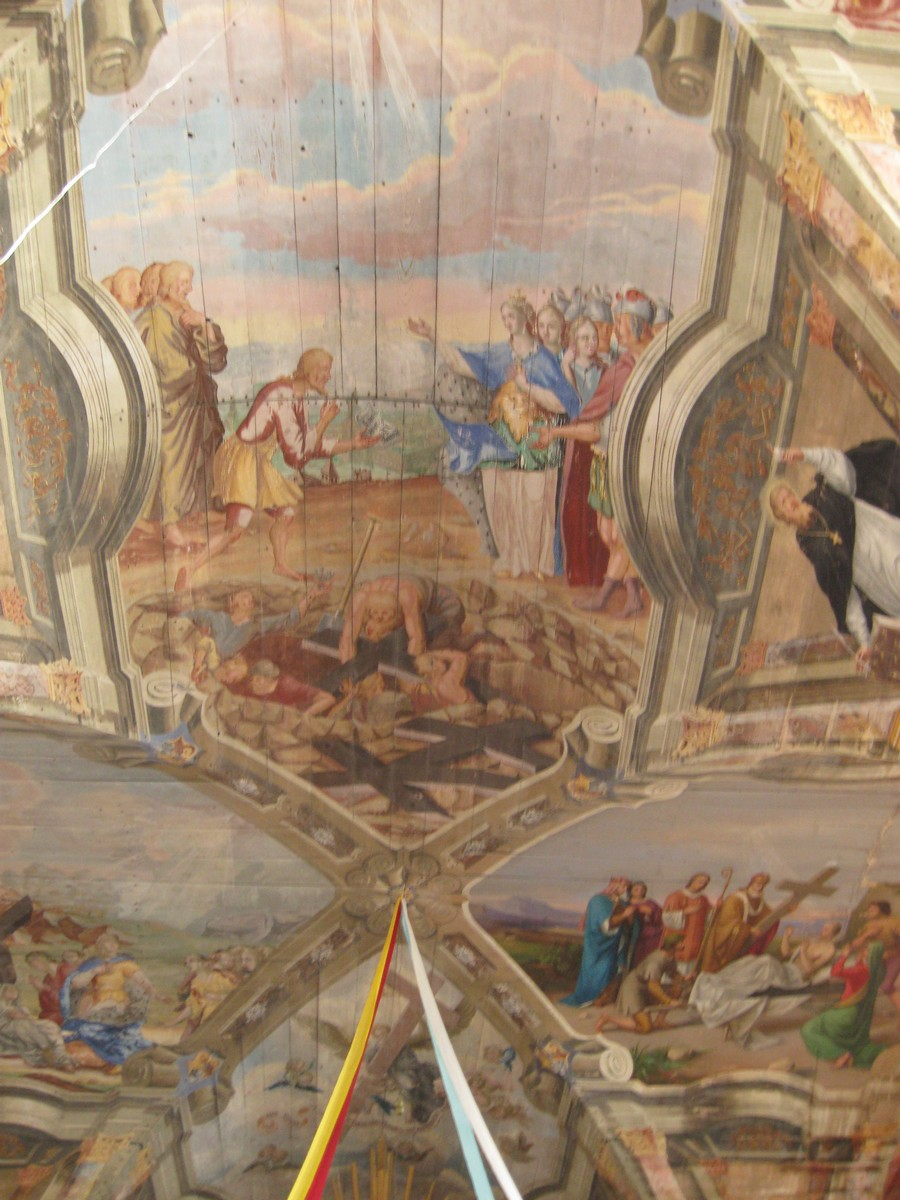
Polichromia
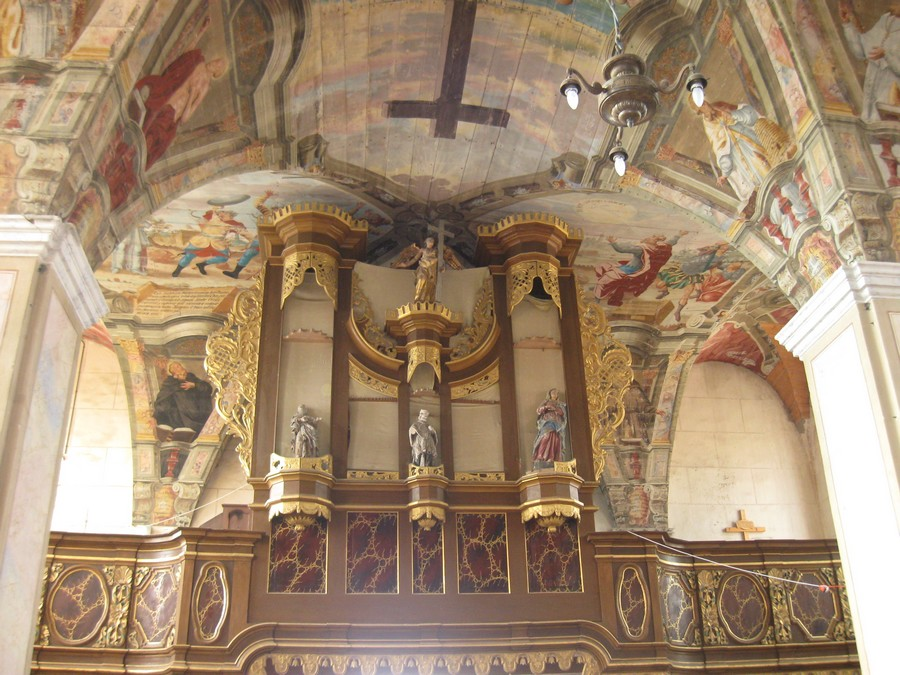
Prospekt organowy (na razie bez organów)
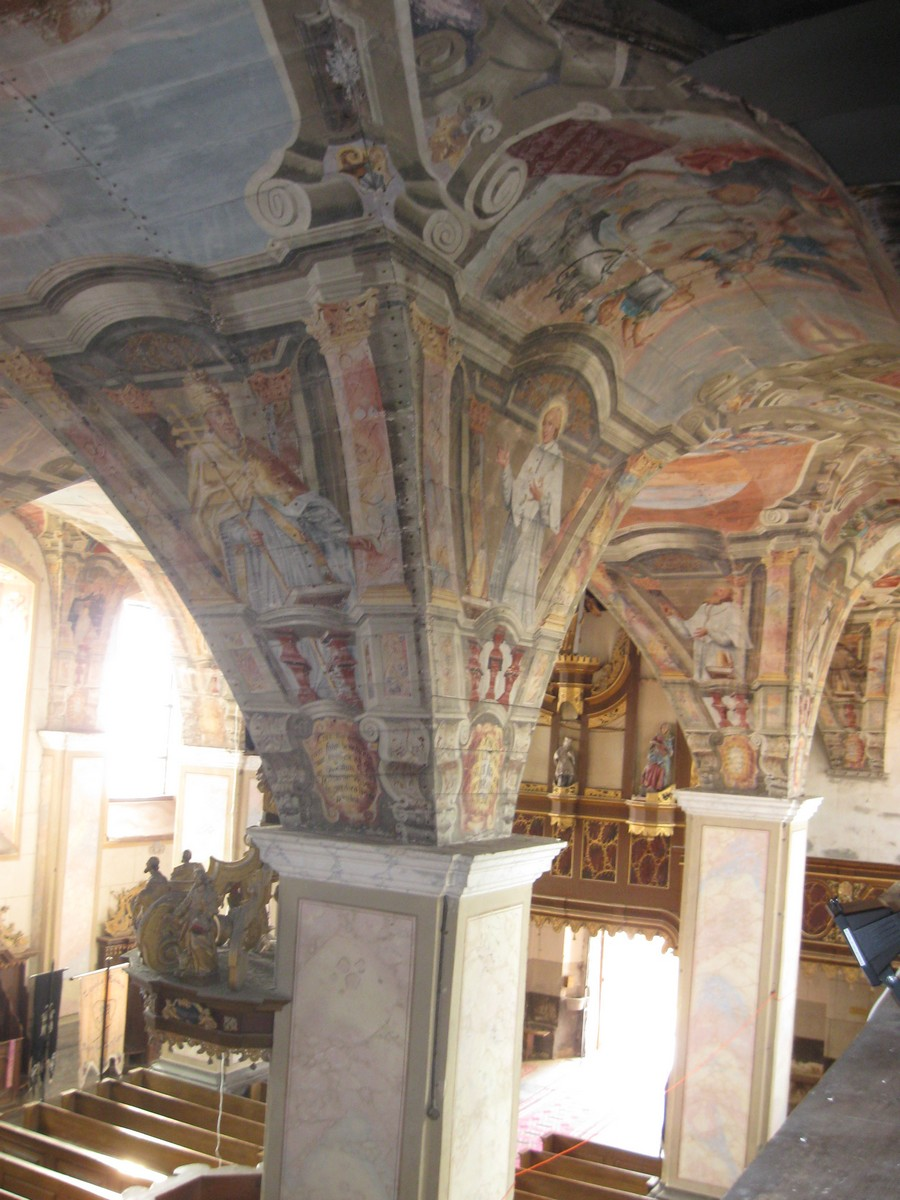
Polichromie
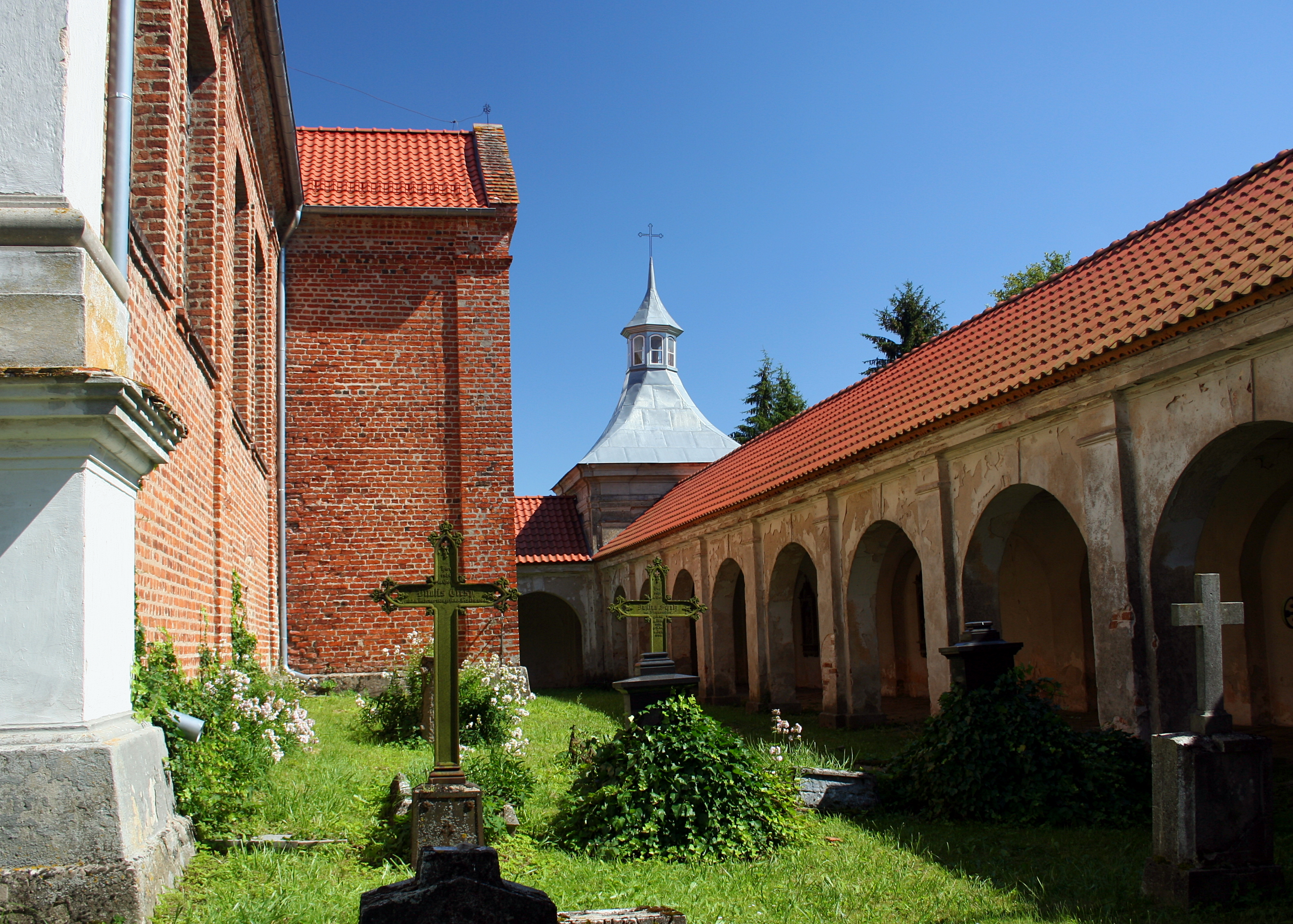
Krużganki
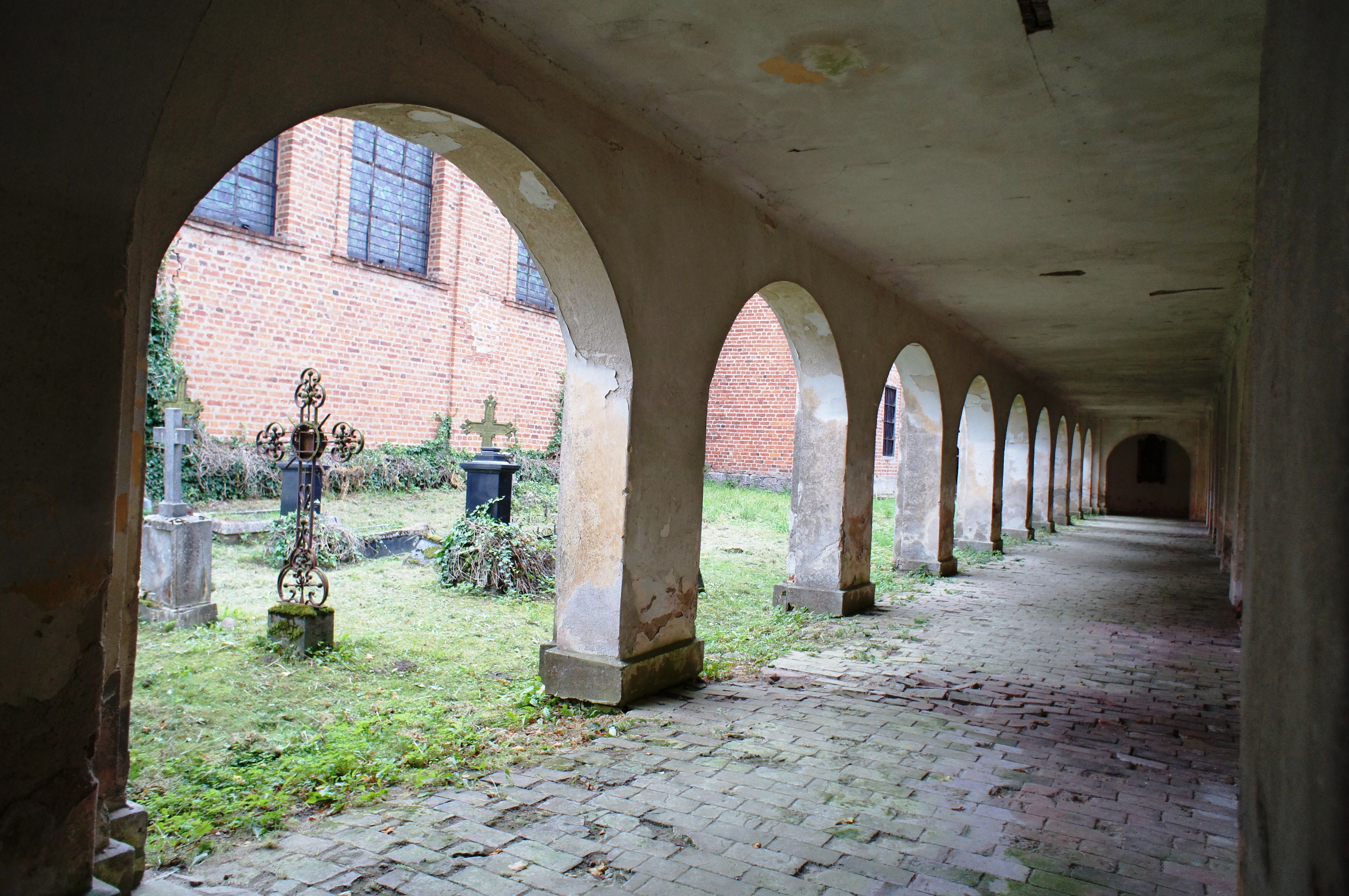
Krużganki